# Ymeria denticulata
Ymeria denticulata è un tetrapode estinto arcaico, vissuto nel Devoniano superiore (Famenniano, circa 365 milioni di anni fa). I suoi resti fossili sono stati ritrovati in Groenlandia.

## Descrizione
Questo animale è noto per un singolo esemplare, comprendente parte di un cranio, la mandibola e parte del cinto scapolare, conservato in un'arenaria rossa, che non permette un'adeguata ricostruzione dell'animale. In ogni caso, le poche ossa disponibili mostrano che Ymeria doveva essere molto simile a un altro tetrapode arcaico, il ben noto Ichthyostega, i cui fossili più completi sono stati ritrovati negli stessi luoghi. Ymeria e Ichthyostega condividono numerose caratteristiche, tra cui la forma sigmoidale del margine posteriore della mandibola e un diastema tra la fila di denti parasinfisiale e quella del coronoide anteriore. Alcune differenze tra i due animali includono il differente numero di piccoli denti presenti sul palato e sulla mandibola (Ichthyostega ne aveva di meno) e la grandezza pressoché uniforme dei denti di Ymeria nella premascella e nella mascella (Ichthyostega possedeva invece grandi denti premascellari). Una caratteristica che avvicinerebbe Ymeria a un altro tetrapode primitivo, Acanthostega, è la presenza di una fila di denticoli lungo il margine dorsale del prearticolare, mentre la dentatura parasinfisiale (con una fila completa di denti marginali e un paio di zanne) ricordano Obruchevichthys. La presenza di un'interclavicola robusta e simile a quella di Ichthyostega suggerisce che Ymeria avesse un corpo piuttosto robusto. Le dimensioni dei fossili di Ymeria sono più piccole di quelle dei fossili generalmente attribuiti a Ichthyostega.

## Classificazione
Ymeria denticulata è stato identificato nel 2012 sulla base di materiale fossile ritrovato nel 1947 sul monte Celsius, nella zona nota come Ymer Ø, nella Groenlandia nordorientale. A questo animale è stata attribuita anche una mandibola parziale rinvenuta qualche anno prima, nel 1932. Ymeria è un tetrapode arcaico, il terzo genere identificato nel Famenniano della Groenlandia dopo Ichthyostega e Acanthostega, e dimostra un'alta diversità di tetrapodi devoniani in quella regione.
Ymeria differisce dalle altre due forme nella dentatura, nell'ornamentazione cranica e nella forma della linea laterale, ma sembrerebbe essere più vicino a Ichthyostega che ad Acanthostega. Un'analisi cladistica effettuata nello studio del 2012 indica che Ymeria occuperebbe una posizione intermedia tra l'arcaico Acanthostega e il più derivato Ichthyostega, in un clade comprendente anche l'enigmatico Obruchevichthys.

## Paleoecologia
Ymeria, con tutta probabilità, era un predatore acquatico, anche se forse era in grado di spostarsi sulla trerraferma in modo analogo a Ichthyostega, sfruttando le corte zampe. La differente conformazione della dentatura rispetto a Ichthyostega fa supporre che i due animali occupassero due nicchie ecologiche differenti.